# Ovyursky (huyện)
Huyện Ovyursky (tiếng Nga: ? райо́н) là một huyện hành chính tự quản (raion), của Tuva, Nga. Huyện có diện tích 4331 kilômét vuông, dân số thời điểm ngày 1 tháng 1 năm 2000 là 9300 người. Trung tâm của huyện đóng ở Chandagaty.